# María Fernanda Beigel
María Fernanda Beigel ( Mendoza, 6 de setembro de 1970 ) é uma socióloga e cientista argentina. Desenvolve sua pesquisa na encruzilhada entre a reflexividade de Bourdieu e a tradição histórico-estrutural latino-americana .
Desempenha-se como investigadora e directora de projectos no Instituto de Ciências Humanas, Sociais e Ambientais (INCIHUSA) do Conselho Nacional de Investigações Científicas e Técnicas (CONICET) e como Professora Titular na Faculdade de Ciências Políticas e Sociais da Universidade Nacional de Cujo (UNCu).
Beigel specializa-se em a circulação internacional do conhecimento produzido na periferia por meio de estudos prosopográficos, estatística descritiva e análise de correspondência múltipla. Recebeu o Prêmio “Bernardo Houssay” na categoria Jovem Pesquisador em 2003 e a Menção Honrosa por Valor Científico concedida pelo Senado da Nação Argentina em 2017. Em 2004 ganhou um concurso de redação organizado pelo Conselho Latino-Americano de Ciências Sociais (CLACSO).

## Trajectória académica e profissional
Beigel estudou a carreira de Sociologia na Universidade Nacional de Cujo (UNCu) e obteve o título de grau nessa especialidad em 1993.
Posteriormente, especializou-se em História Econômica e Política Econômica na Faculdade de Ciências Econômicas da Universidade de Buenos Aires (UBA) .
Em 2001 obteve seu Doctorado em Ciências Políticas e Sociais na UNCu. Em 2008 ingressou à Carreira do Pesquisador Científico e Tecnológico do CONICET na categoria de Investigadora Adjunta. Em 2012 foi promovida à categoria de Pesquisadora Independente e em 2017 atingiu a categoria de Pesquisadora Principal. Desempenha-se como Professora Titular de Sociologia Latinoamericana na Faculdade de Ciências Políticas e Sociais da UNCu desde 2010.
Desde 2018 coordena a comissão de Investigação de AmeliCA (Conhecimento Aberto para América Latina e o Sur Global), uma iniciativa posta em marcha por diversas instituições, que procura uma solução de Acesso Aberto colaborativa, sustentável, protegida e não comercial para América Latina e o Sur Global.

## Publicações
Beigel tem publicado numerosos trabalhos sobre a heterogeneidade estrutural do campo científico-universitário argentino, os circuitos segmentados de publicação e as culturas evaluativas enfrentadas nos centros académicos periféricos:
- Institutional Expansion and Scientific Development in the Periphery: The Structural Heterogeneity of Argentina’s Academic Field; Minerva; 1-2018; 1-27. En colaboración con Osvaldo Gallardo y Fabiana Bekerman.
- Sobre las astucias de los tabús intelectuales: Bourdieu y la dependencia académica; PRÁCTICAS DE OFICIO, v.2, n. 20, dic. 2017-jun. 2018.[6]
- Científicos Periféricos, entre Ariel y Calibán. Saberes Institucionales y Circuitos de Consagración en Argentina: Las Publicaciones de los Investigadores del CONICET; Universidade do Estado do Rio de Janeiro. Instituto de Estudos Sociais e Políticos; Dados; 59; 3; 9-2017; 215-255.[7]
- Culturas [evaluativas] alteradas; Federación Nacional de Docentes; Política Universitaria; 2; 8-2015; 12-21.[8]
- Circuitos segmentados de consagración académica: las revistas de ciencias sociales y humanas en Argentina; Universidad de Buenos Aires. Facultad de Filosofía y Letras, Instituto de Investigaciones Bibliotecológicas; Información, cultura y sociedad; 32; 7-2015; 7-32. En colaboración con Javier Maximiliano Salatino.[9]
- Publishing from the periphery: Structural heterogeneity and segmented circuits. The evaluation of scientific publications for tenure in Argentina's CONICET; Sage Publications; Current Sociology; 62; 5; 6-2014; 1-32.[10]
- Centros y periferias en la circulación internacional del conocimiento; Fundación Foro Nueva Sociedad; Nueva Sociedad; 245; 5-2013; 110-123.[11]